# 훔볼트 국립공원

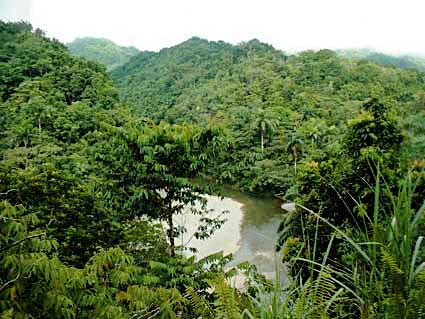

훔볼트 국립공원 또는 알레한드로 데 훔볼트 국립공원(Alejandro de Humboldt National Park, 스페인어: Parque Nacional Alejandro de Humboldt)은 쿠바의 올긴주와 관타나모주에 있는 국립공원이다. 이 공원은 1800년과 1801년에 이 섬을 방문한 독일 과학자 알렉산더 폰 훔볼트(Alexander von Humboldt)의 이름을 따서 명명되었다. 이 공원은 크기, 고도 범위, 복잡한 암석학, 지형 다양성, 풍부한 고유 식물상 및 동물상으로 인해 2001년에 유네스코 세계유산으로 등재되었다.